# Cantó de Bonneval
El cantó de Bonneval és un cantó francès del departament d'Eure i Loir, situat al districte de Châteaudun. Té 20 municipis i el cap és Bonneval.

## Municipis
- Alluyes
- Bonneval
- Bouville
- Bullainville
- Dancy
- Flacey
- Le Gault-Saint-Denis
- Meslay-le-Vidame
- Montboissier
- Montharville
- Moriers
- Neuvy-en-Dunois
- Pré-Saint-Évroult
- Pré-Saint-Martin
- Saint-Maur-sur-le-Loir
- Sancheville
- Saumeray
- Trizay-lès-Bonneval
- Villiers-Saint-Orien
- Vitray-en-Beauce

## Història
| Data d'elecció                           | Identitat        | Partit                                  | Qualitat |
| ---------------------------------------- | ---------------- | --------------------------------------- | -------- |
| 1945-1951                                | Gaëtan Lamirault | SFIO                                    |          |
| 1951-195.                                | Alain Patel      | radical                                 |          |
| 195.-1982                                | Gaëtan Lamirault | Divers gauche, després SFIO, després PS |          |
| 1982-1988                                | René Haricot     | PS                                      |          |
| 1988-2001                                | Joël Billard     | DL                                      |          |
| 2001-                                    | Michel Boisard   | GAEL                                    |          |
| les dades anteriors no són pas conegudes |                  |                                         |          |
|                                          |                  |                                         |          |

## Demografia
| A partir de 1990: Població sense dobles comptes |